# Treat
Treat là một đô thị thuộc tỉnh Annaba, Algérie. Dân số thời điểm năm 2002 là 5.089 người.